# Давлатов, Бахром Байджанович
Бахром Байджанович Давлатов (род. 8 сентября 1958 или 8 сентября 1959, Янгиер, Сырдарьинская область) — советский футболист, полузащитник. Советский и узбекистанский функционер и тренер.

## Биография
Бо́льшую часть игровой карьеры провёл в команде второй советской лиги «Янгиер» (1977—1981, 1983—1984, 1986—1987, 1990—1991). В 1985—1986 годах играл за «Зарафшан» Навои, в 1986 году провёл один матч в составе «Целинника» Турткуль, в 1989 году играл за СКА-РШВСМ Ангрен.
В 1984 году окончил Узбекский государственный институт физической культуры по специальности футбол.
В 1987—1988, 1991 годах — начальник команды «Янгиер», в 1989—1990, 1999 годах — главный тренер.
Работал в «Машале» Мубарек. С декабря 2008 года — генеральный директор «Насаф» Карши. В 2011 году — вице-президент «Бунёдкора» Ташкент.
Брат Боходыр также футболист и тренер. Племянник Бобир — футболист.